# Шаурен (район Кохем-Целль)
Шаурен (нем. Schauren) — община в Германии, в земле Рейнланд-Пфальц.
Входит в состав района Кохем-Целль. Подчиняется управлению Целль (Мозель). Население составляет 410 человек (на 31 декабря 2010 года). Занимает площадь 3,05 км².

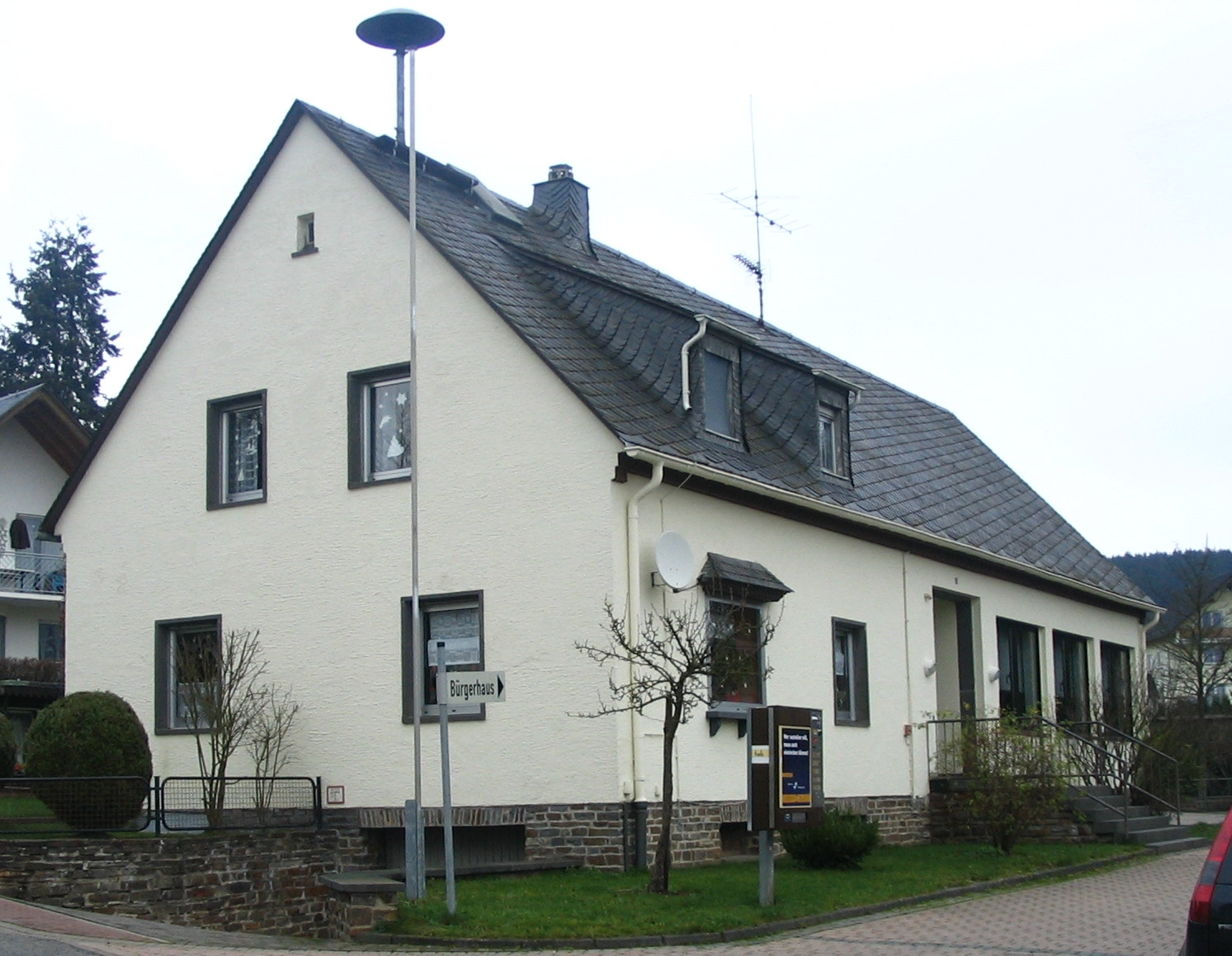
Шаурен (Бланкенрат)
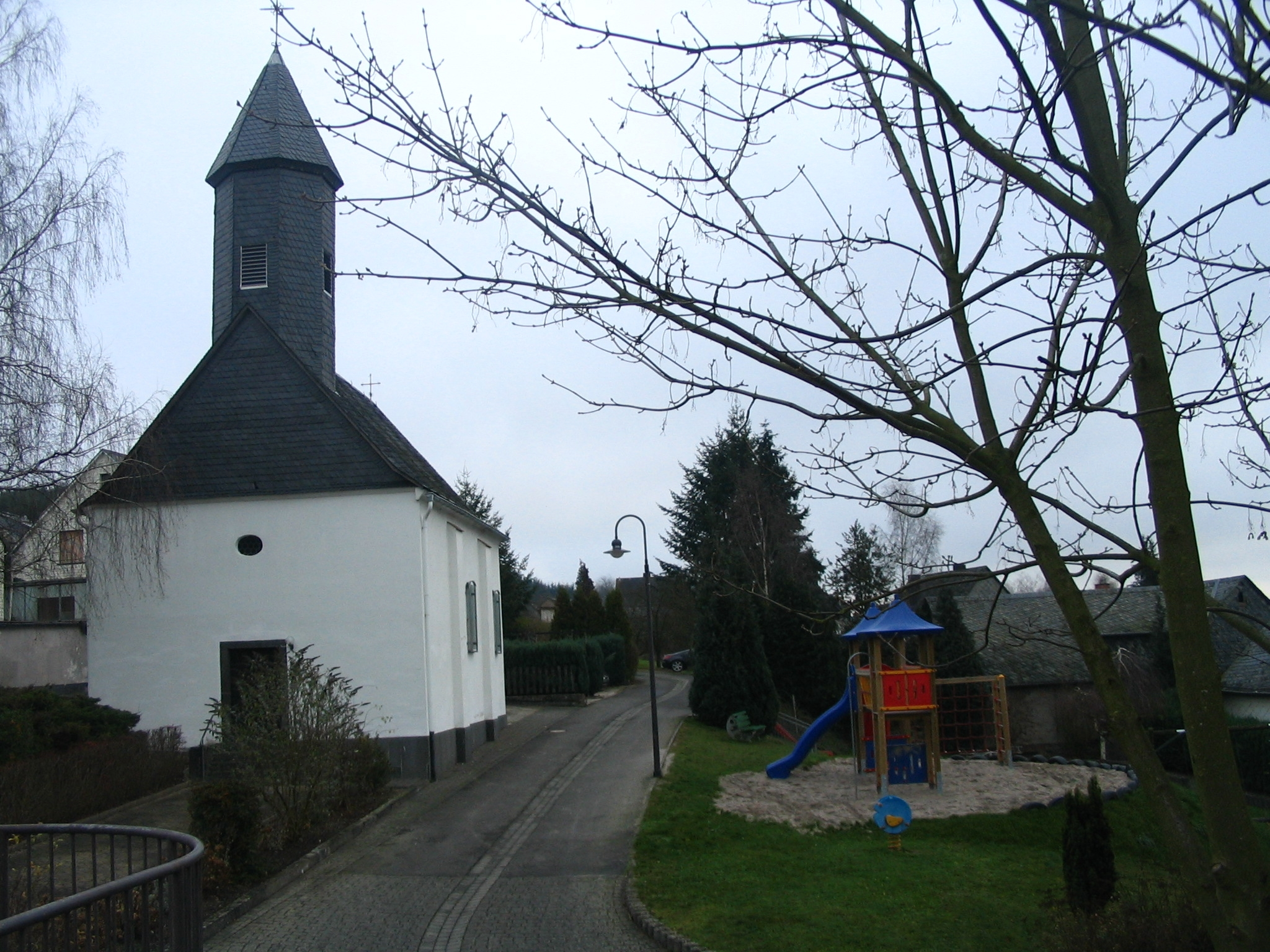
Капелла